# 北海道道1118号兜沼停車場線

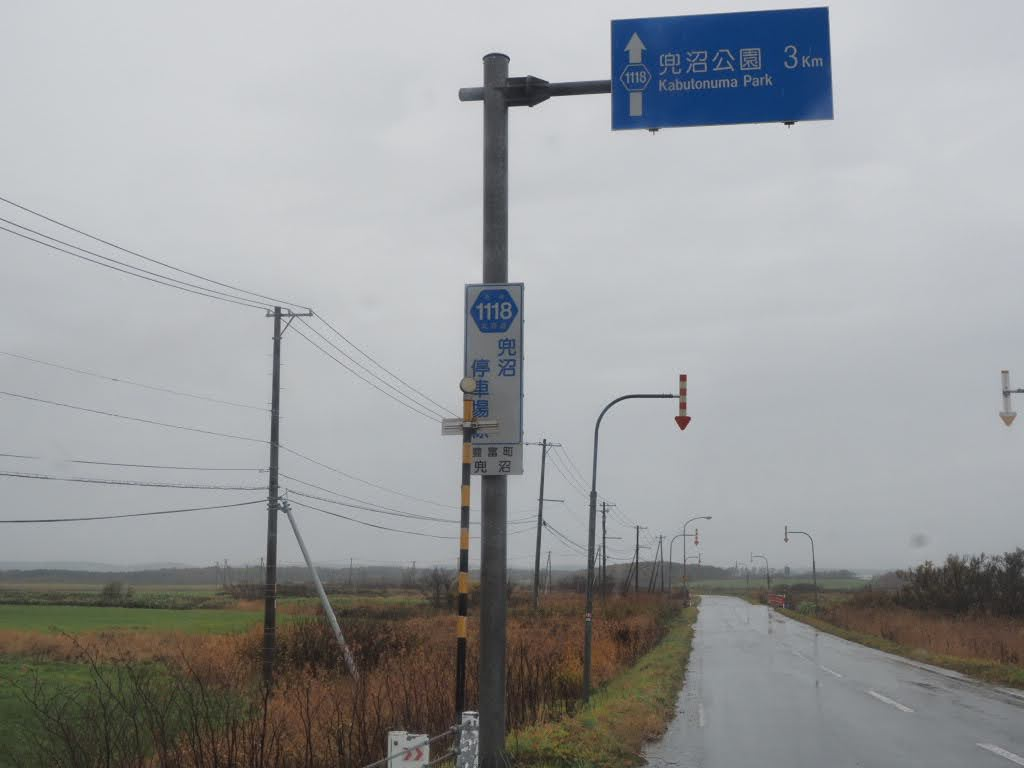
道道1118号線標識

北海道道1118号兜沼停車場線（ほっかいどうどう1118ごう かぶとぬまていしゃじょうせん）は、北海道天塩郡豊富町内を結ぶ一般道道（北海道道）である。

## 概要

### 路線データ
- 起点：北海道天塩郡豊富町字兜沼（JR北海道 宗谷本線 兜沼駅）
- 終点：北海道天塩郡豊富町字開源（国道40号交点）
- 総延長：3.829 km
- 実延長：3.813 km
- 重用延長：0.016 km

### 道路管理者
- 宗谷総合振興局 稚内建設管理部 事業課

## 歴史
- 1994年（平成6年）4月1日 - 路線認定[1]。

## 地理

### 通過する自治体
- 宗谷総合振興局
  - 天塩郡豊富町

### 交差する道路
豊富町
- 北海道道510号抜海兜沼停車場線 - 字兜沼（起点）
- 北海道道616号上勇知兜沼停車場線 - 字兜沼（起点）
- 国道40号 - 字開源（終点）

### 沿線にある施設など
豊富町
- JR北海道 宗谷本線 兜沼駅
- 兜沼郵便局